# Carver County
Carver County är ett county i den amerikanska delstaten Minnesota och ligger sydväst om Minneapolis. Den administrativa huvudorten (county seat) är Chaska. Största stad är dock Chanhassen.
År 2000 uppgick countyts folkmängd till 70 205 invånare.

## Politik
Carver County röstar i regel republikanskt. I samtliga presidentval sedan valet 1936 har republikanernas kandidat vunnit området. Demokraternas kandidat har vunnit området endast tre gånger (1932, 1912, 1892), men endast 1932 fick demokraternas kandidat över 50 procent.

## Geografi
Enligt United States Census Bureau har countyt en total area på 974 km². 925 km² av den arean är land och 49 km² är vatten.

### Angränsande countyn
- Wright County - nord
- Hennepin County - nordost
- Scott County - sydost
- Sibley County - sydväst
- McLeod County - väst

### Orter
- Chaska (huvudort)
- Waconia
- Watertown